# Druelle
Druelle (en occitano Druèla) era una comuna francesa situada en el departamento de Aveyron, de la región de Occitania, que el 1 de enero de 2017 pasó a ser una comuna delegada de la comuna nueva de Druelle-Balsac, al fusionarse con la comuna de Balsac.

## Historia
La comuna fue fusionada en 1795 con la comuna de Ampiac, y recreada en 1837 absorbiendo al mismo tiempo las comunas de Abbas, Agnac, Ampiac, Ayssials-Lagarrigue, Castan e Is-Bonnecombe.

## Demografía
| Gráfica de evolución demográfica de Druelle entre 1851 y 2014 |
|                                                               |

Los datos demográficos contemplados en este gráfico de la comuna de Druelle se han cogido de 1851 a 1999 de la página francesa EHESS/Cassini, y los demás datos de la página del INSEE.